# Vincenzo Rennella
Vincenzo Rennella es un futbolista francés, aunque con nacionalidad italiana. Juega de delantero y actualmente juega en el Xanthi Athlitikos Omilos de la Superliga de Grecia.

## Trayectoria
Nacido y criado en Francia , de padre napolitano y madre francesa, comenzó a jugar en el juvenil de Cannes . En 2007 fue adquirido por el AC Lugano , que hace su debut en el primer equipo. En 2008 el Genoa Cricket & Football Club, lo ficha y vuelve a cederlo una temporada más en el club suizo, durante la cual logró 24 goles en 22 partidos (marcando un récord en los primeros partidos de la temporada con 16 goles en 12 apariciones), con lo que el total de partidos jugados en Lugano es 51, y el de sus goles a 31.
Para la temporada 2009-2010 es cedido al Grasshopper Club Zürich, equipo de la Super Liga Suiza. El 14 de junio de 2011 es cedido nuevamente a la Associazione Calcio Cesena. Su debut con el Cesena, ocurrido el 30 de octubre de 2011, en el partido que perdieron por 2-0 al Parma y marcó su primer gol en el campeonato italiano de 22 de abril de 2012-Cesena Palermo (2-2).
El 31 de agosto de 2012 fue cedido a España a Córdoba Club de Fútbol, el equipo jugó en la Segunda División de España. 
Al año siguiente el Real Betis Balompié de la Segunda División de España, ficha al futbolista en propiedad y lo cede al CD Lugo por un año. Tras una temporada más que notable en el CD Lugo donde marcó 13 goles y se ganó el sobrenombre de “Zlatan de Lugo” vuelve al Real Betis Balompié a las órdenes del técnico Pepe Mel con el dorsal número 8.
El 14 de enero de 2016 se confirma su cesión al Real Valladolid con una opción de compra obligatoria al final de la temporada 2015/2016. En julio de 2016, se marcha al Miami FC, de la segunda división estadounidense. En julio de 2018, vuelve a España para jugar en el Extremadura Unión Deportiva. En enero de 2019 rescindió su contrato con el club.